# 世界濒危语言地图
世界濒危语言地图（Atlas of the World's Languages in Danger），前称濒危语言红皮书（Red Book of Endangered Languages），是由联合国教科文组织出版和收集的一个全世界濒危语言的综合清单。目前，濒危语言红皮书已被所取代。

## 历史
1992年，国际语言学家大会（International Congress of Linguists，CIPL）在魁北克举办聚会，探讨了濒危语言的主题，最终成立濒危语言委员会（Endangered Languages Committee）。同年，它在巴黎举办了一个国际聚会，发起了这项主题。
在斯蒂芬·沃姆（Stephen Wurm）的建议下，委员会决定建立一个名为国际濒危语言信息交换所（International Clearing House for Endangered Languages，ICHEL）的研究中心，根据其提供的数据出版濒危语言红皮书。
与此同时，有关濒危语言的初步报告已经在1993年由地区专家收集并提交给联合国教科文组织。这些报告随后被移交给ICHEL，该委员会创建了一个网站，以便及时提供定期更新。
在2009年2月，联合国教科文组织推出了濒危语言地图的在线版本，该地图覆盖全球，包含比以前的印刷版本更多的信息，并为用户提供在线反馈的可能性，以便进行持续更新。

## 分類
联合国教科文组织的濒危语言名单分为6个危险程度的类别：
- 滅絕（Extinct）：没有讲这种语言的人了。如果自1950年以来没有已知的讲者，濒危语言地图假定该语言已经灭绝。

- 极度危險（Critically Endangered）：最年轻的讲者是祖父母及以上年龄，而且他们只在某种程度上和不经常地使用这种语言。

- 重大危險（Severely Endangered）：语言被祖父母及以上的辈份使用。尽管父辈可能能理解它，但他们在孩子们面前或者彼此之间不使用这种语言。

- 危險（Definitely Endangered）：孩子们不再在家里以这种语言作为母语学习。

- 脆弱（Vulnerable）：*大多数孩子能说这种语言，但可能仅限于某些领域（例如家庭）。

- 安全/無危（Safe / Not Endangered）：所有年龄段的人都说这种语言，代际传承没有中断。这些语言不被包括在濒危语言地图中，因为它们并非濒危。

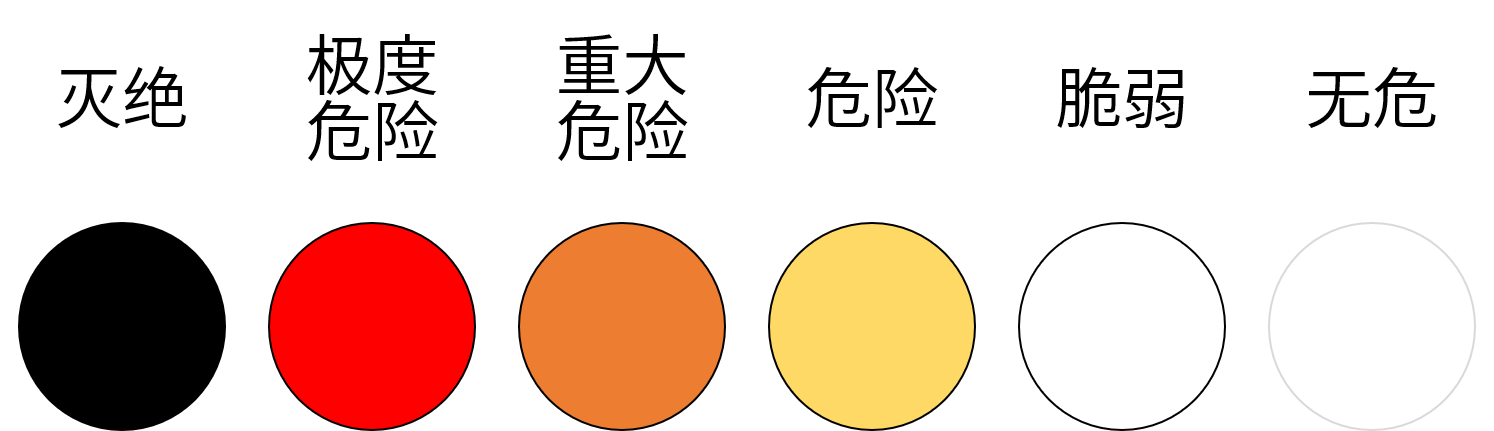
联合国教科文组织濒危语言等级